# Костромской троллейбус
Костромской троллейбус — троллейбусная сеть в Костроме, действовавшая с 10 января 1974 года по 30 июня 2023 года. На момент закрытия движения состояла из 6 маршрутов.

## История
Впервые троллейбус появился на улицах Костромы в тестовом режиме 4 ноября 1973 года. Троллейбус следовал от троллейбусного парка по проспекту Мира до перекрестка с улицей Князева, где находился разворотный круг. Далее троллейбус возвращался обратно в депо по проспекту Мира. Это были первые рейсы троллейбуса, которые проводились для обучения будущих водителей. Первоначально практику проходили в Ярославле, позже, с открытием пробного кольца, её перенесли в Кострому. Первым директором и основоположником-строителем был Александр Николаевич Козлов. Строительство велось при деятельной помощи председателя городского совета Виталия Федотовича Широкова, занимавшего этот пост в 1960—1970 годах. В его честь названа площадь у железнодорожного вокзала (станция «Кострома Новая»), ставшая разворотным кольцом для троллейбусов маршрута № 2.
В августе 2020 года на время ремонта автопешеходного моста через Волгу троллейбусы маршрутов № 1 и № 9 были заменены на автобусы, снабжённые информационными табличками «1Т» и «9Т» соответственно.
С 5 февраля 2022 года во время ремонта путепровода в микрорайон Юбилейный троллейбусы под номерами маршрутов 1 и 3 следовали до микрорайона Черноречье вместо поселка Октябрьский.
30 июня 2023 года — последний день работы. 1 июля троллейбусное движение в городе закрыто.

## Маршрутная сеть

Карта регулярно действующих маршрутов троллейбуса в Костроме (2022)

Регулярно действовали только 3 маршрута в центральной части Костромы. По линии через Волгу — в микрорайон Паново проходило около 10 рейсов в день.

### Закрытые маршруты
- № 1. Мкр. Паново — Магистральная ул. — ул. Подлипаева — Советская ул. — ул. Титова — ул. Северной Правды — Октябрьская ул. — Профсоюзная ул. — Центральная ул. — Октябрьский пос. Закрыт 1 июля 2023 г.
- № 1к. Мкр. Паново — Магистральная ул. — ул. Подлипаева — Советская ул. — ул. Титова — кинотеатр «Россия» — ул. Северной Правды — Мкр Черноречье. Закрыт 1 июля 2023 г.
- № 2. Троллейбусное депо — просп. Мира — ул. Князева — Пятницкая ул. — просп. Текстильщиков — Советская ул. — ул. Титова — пл. Широкова. Закрыт 1 июля 2023 г. Последний троллейбус закрывавший движение шел именно по этому маршруту.
- № 3. Фабрика «Знамя труда» — ул. Федосеева — ул. Симановского — ул. Терешковой — просп. Текстильщиков — Советская ул. — Ул. Северной правды — Октябрьская ул. — Профсоюзная ул. — Центральная ул. — Октябрьский пос. Закрыт 1 июля 2023 г.
- № 3к. Фабрика «Знамя Труда» — ул. Федосеева — ул. Симановского — ул. Терешковой — просп. Текстильщиков — Советская ул. — ул. Титова —кинотеатр «Россия» — ул. Северной Правды — Мкр. Черноречье (укороченная версия маршрута «3». Введён на время закрытия путепровода на Профсоюзную улицу в поселок Октябрьский). Закрыт 1 июля 2023 г.
- № 4. Фабрика «Знамя Труда» — ул. Федосеева — ул. Симановского — ул. Терешковой — просп. Текстильщиков — Советская ул. — ул. Подлипаева — Магистральная ул. — ул. Ермакова — ул. Стопани — ул. Голубкова — ул. Беленогова — Заволжская ул. — Ярославская ул. — Московская ул. — завод «Рабочий металлист» (закрыт 01.10.2016 )
- № 5. Октябрьский пос. — Центральная ул. — Профсоюзная ул. — Октябрьская ул. — ул. Северной Правды — кинотеатр «Россия» — ул. Титова — Советская ул. — ул. Подлипаева — Магистральная ул. — ул. Ермакова — ул. Стопани — ул. Голубкова — ул. Беленогова — Заволжская ул. — Ярославская ул. — Московская ул. — завод «Рабочий металлист» (закрыт 01.10.2016)
- № 6. Троллейбусное депо — ул. Пушкина — ул. Ленина — Полянская ул. — Депутатская ул. — ул. Борьбы — фабрика «Знамя Труда». Закрыт 1 июля 2023 г.
- № 7. Троллейбусное депо — ул. Пушкина — ул. Ленина — Пятницкая ул. — просп. Текстильщиков — Советская ул. — ул. Титова — кинотеатр «Россия» — микрорайон Черноречье. Закрыт 1 июля 2023 г.
- № 8. Троллейбусное депо — ул. Пушкина — ул. Ленина — Пятницкая ул. — просп. Текстильщиков — Советская ул. — ул. Подлипаева — Магистральная ул. — Заволжская ул. — ул. Беленогова — ул. Голубкова — ул. Стопани — ул. Ермакова — Магистральная ул. — ул. Подлипаева — Советская ул. — просп. Текстильщиков — Пятницкая ул. — ул. Ленина — ул. Пушкина — Троллейбусное депо (закрыт в начале 1990-х)
- № 11. Троллейбусное депо — просп. Мира — Советская ул. — пос. Октябрьский — мкр. Паново — фабрика «Знамя Труда» — Троллейбусное депо (ночной, действовал летом 2016 года)
- № 12. Троллейбусное депо — Фабрика «Знамя Труда» — мкр. Паново — пос. Октябрьский — Советская ул. — просп. Мира — Троллейбусное депо (ночной, действовал летом 2016 года)

## Стоимость проезда
С 1 марта 2017 года были отменены льготные проездные билеты. Вместо них были введены льготные транспортные карты.
- Льготная транспортная карта школьника — 483 рублей[3]
- Льготная транспортная карта студента — 736 рублей[3]
- Льготная транспортная карта пенсионера — 529 рублей[3]
- Стоимость проезда — 23 рубля при оплате наличными и 22 рубля при оплате банковской картой за 1 поездку
- Стоимость провоза ручной клади 50×60×80 — 20 рублей

По транспортной карте льготополучатель сможет осуществить 50 поездок в месяц на всех видах городского пассажирского транспорта. Неиспользованный в течение месяца остаток льготных поездок переходит на последующий месяц без активации 50 льготных поездок на очередной месяц.
В апреле 2020 года администрация города запустила тестирование бесконтактной оплаты в общественном транспорте города. Так, валидаторы присутствовали в троллейбусах всех маршрутов. При оплате банковской картой проезд обойдётся дешевле на 1 рубль.

## Троллейбусное депо
Троллейбусное депо в Костроме находится на пересечении проспекта Мира и улицы Пушкина. Въезд и выезд из депо осуществляется из разных ворот. Так, выезд из парка производится на улицу Пушкина (в обе стороны), а въезд только при проследовании троллейбуса на разворотное кольцо, откуда отходит соединительная линия. На территории депо находится здание управления и боксы для троллейбусов (6). Преимущественно машины отстаиваются на улице. В 2010-е годы наблюдалась положительная тенденция развития троллейбусного сообщения. В депо появилось некоторое количество новых троллейбусов, вследствие чего стало возможным открытие нового (ныне законсервированного) маршрута № 5, а также № 9, 11 и 12. В данный момент здесь содержатся и общественные автобусы, обслуживаемые городом.

## Закрытие
Изначально была принята договоренность о безвозмездной передаче 30 московских троллейбусов ТролЗа-5275.05 «Оптима» в сентябре 2020 года. По состоянию на июль 2021 года три из этих троллейбусов вышли на линию.
Позже было объявлено, что город откажется от троллейбусов весной 2023 года. Причинами, по словам властей, стали малый пассажиропоток, изношенность контактной сети и высокие затраты на содержание.
Потом костромичи написали письмо в следственный комитет, с целью получения поддержки. В итоге троллейбусное движение было закрыто 1 июля 2023 года.

## Подвижной состав

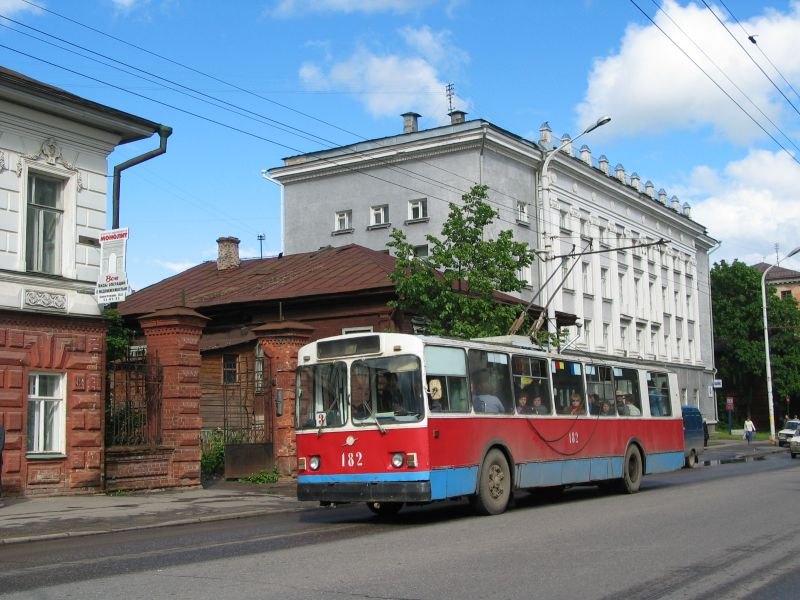
ЗиУ-682 № 182

Основу парка в Костроме составляли наиболее распространённые в российских городах троллейбусы ЗиУ-682.
Бортовые номера присваивались последовательно с 01 до 199, после чего нумерация была начата заново с 01. В связи с этим более старые машины имеют бортовые номера в диапазоне от 149 до 199, а более новые — от 01 до 44. В настоящее время все машины имеют номера от 01 до 44.

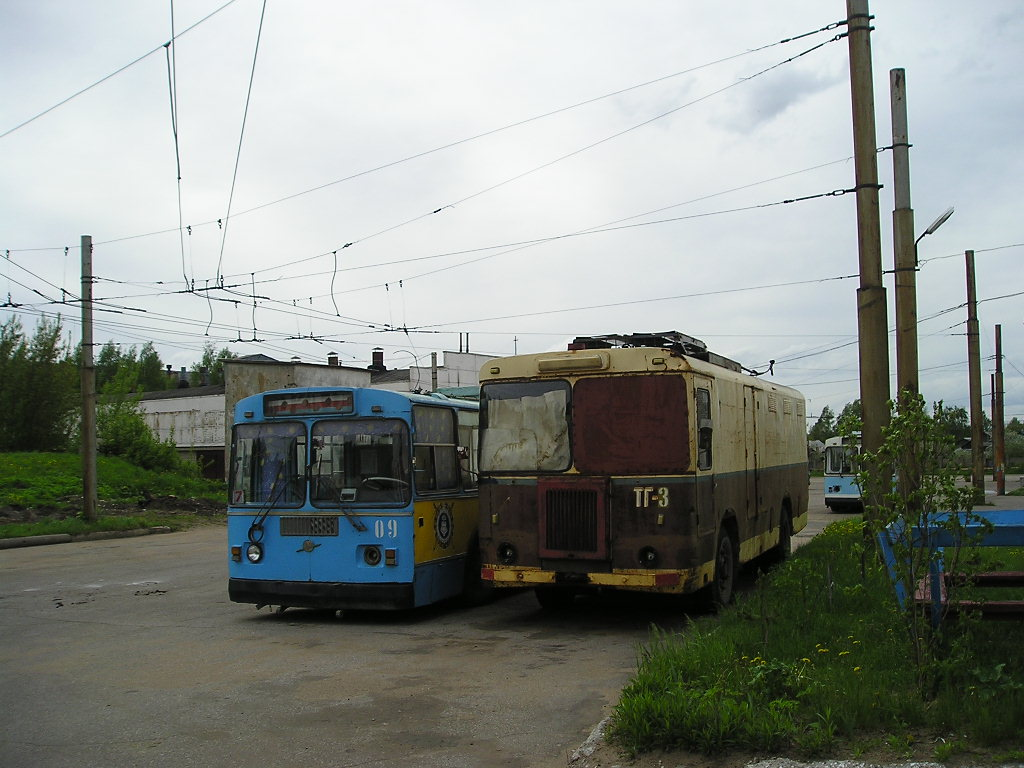
Списанный троллейбус ТГ-3 со списанным троллейбусом 09

Эксплуатировавшиеся троллейбусы:
| Дата                  | Модель                | Количество | Бортовые номера |
| --------------------- | --------------------- | ---------- | --------------- |
| август 2007 года      | ЗиУ-682Г-016.02       | 1/1        | 18              |
| январь 2008 года      | ЗиУ-682Г-016.02       | 1/1        | 19              |
| июнь 2009 года        | ВМЗ-5298.00           | 4/1        | 20-23           |
| сентябрь 2009 года    | ЗиУ-682Г-016.05       | 6/6        | 24-29           |
| сентябрь 2011 года    | ЗиУ-682Г-016(018)     | 6/6        | 30-35           |
| сентябрь 2013 года    | ЗиУ-682Г-016.07       | 5/5        | 36-40           |
| январь-июль 2021 года | ТролЗа-5275.05 Оптима | 3/3        | 41-43           |